# حمرية جرداء
حمرية جرداء (الاسم العلمي:Erythrina glabrescens) هي نوع من النباتات تتبع جنس الحمرية من الفصيلة البقولية.